# Вајнгартен (Виртемберг)
Вајнгартен (њем. Weingarten) град је у њемачкој савезној држави Баден-Виртемберг. Једно је од 39 општинских средишта округа Равенсбург. Према процјени из 2010. у граду је живјело 23.620 становника. Посједује регионалну шифру (AGS) 8436082.

## Географски и демографски подаци
Вајнгартен се налази у савезној држави Баден-Виртемберг у округу Равенсбург. Град се налази на надморској висини од 485 метара. Површина општине износи 12,2 km². У самом граду је, према процјени из 2010. године, живјело 23.620 становника. Просјечна густина становништва износи 1.941 становника/km².

## Међународна сарадња
| Мјесто        | Држава      | Врста сарадње | Од    |
| ------------- | ----------- | ------------- | ----- |
| Брест         | Бјелорусија | партнерство   | 1989. |
| Брон          | Француска   | партнерство   | 1963. |
| Малез Венозта | Италија     | пријатељство  | 1960. |
| Блуменау      | Бразил      | партнерство   | 1975. |
| Мантова       | Италија     | партнерство   | 1998. |
| Извор         |             |               |       |